# Janus Balthazar Krarup
Janus Balthazar Krarup, född 22 juli 1829 i Nykøbing på Mors, död 12 oktober 1898 i Haslev på Själland, var en dansk lantekonom.
Krarup var, efter att ha lärt lantbruket praktiskt, under en följd av år en ansedd lantbrukslärare, först vid skolan på Haraldslund, senare vid Skårupgård och Daugård lantbruksskolor, som han förestod. Då den sista skolan nedlades 1874, köpte och drev Krarup till 1892 gården Ørnstrup vid Horsens. Från 1890 ägnade han sig med utarbetandet av ett stort verk, Landbrugets Udvikling i Danmark fra 1835 til Nutiden, som är att betrakta som en fortsättning av de gamla amtsbeskrivningarna, och i likhet med dessa utgavs av Landhusholdningsselskabet. Innan Krarups död utkom två delar av detta verk, nämligen beskrivningarna av Öst- och Nordjylland, tredje delen, Det sydvestlige Jylland, utkom 1900 och fjärde (Fyn) 1901; till bägge banden förelåg manuskriptet från Krarups hand. Verkets två sista delar utarbetades av Sophus Christian Andreas Tuxen.